# Limnebius distinctus
Limnebius distinctus är en skalbaggsart som beskrevs av Knisch 1924. Limnebius distinctus ingår i släktet Limnebius och familjen vattenbrynsbaggar. Inga underarter finns listade i Catalogue of Life.